# Protogondwana
Il Protogondwana ("primo Gondwana") è un macrocontinente che si formò verso metà del Proterozoico: era formato dagli stessi componenti del Gondwana, eccettuati i cratoni atlantico e del Congo.
La formazione del Protogondwana iniziò dopo la rottura dell'antico supercontinente di Kenorland: l'Australia, l'India, l'Antartico orientale ed il cratone del Kalahari formarono quindi il Protogondwana.
Dopo la separazione della Rodinia, i continenti di dimensioni minori vennero inglobati dal Protogondwana, che divenne pressappoco uguale, come conformazione al successivo Gondwana.
Dopo lo sfaldamento della Pannotia, l'Australia e l'Antartico si staccarono dal supercontinente, per poi unirsi fra loro e successivamente riunirvisi circa 10 milioni di anni più tardi.
Il nuovo Gondwana si spostò lentamente in direzione del Polo Sud per tutto il Paleozoico. Dal Carbonifero alla metà del Giurassico, il Gondwana restò unito alla Laurasia, a formare la Pangea, che, spaccandosi, gli ridiede il rango di continente indipendente.
In seguito, il Gondwana si divise a sua volta negli attuali Sudamerica, Africa, India, Australia ed Antartide.